# Being Light
Pour plus de détails, voir Fiche technique et Distribution.
Being Light est un film français réalisé par Pascal Arnold et Jean-Marc Barr, sorti en 2001.

## Synopsis
Un jeune homme de 25 ans débarque à Paris, et souhaite rejoindre la femme qu'il aime en Inde. Il rencontre un homme d'affaires avec lequel il se noue d'amitié.

## Fiche technique
- Réalisation : Pascal Arnold et Jean-Marc Barr
- Scénario : Pascal Arnold et Jean-Marc Barr
- Production :  Bar Nothing, TF1 International, Toloda
- Photographie : Pascal Arnold
- Musique : Irina Decermic, Misko Plavi
- Montage : Brian Schmitt
- Durée : 96 min
- Date de sortie: 5 décembre 2001

## Distribution
- Jean-Marc Barr : Jack Lesterhoof
- Romain Duris : Maxime Lecocq
- Élodie Bouchez : Justine
- Isabelle Candelier : Vanessa
- Philippe Duquesne : M. Lamartinier
- Pascal Aubert : François Delos
- Jean-Christophe Bouvet

## Critique
Pour Télérama, « il y a de la crise de croissance dans l'air, avec cette comédie sur le sens de la vie, emmenée par Romain Duris entre Paris et Pondichéry. La naïveté et la fraîcheur semblent cette fois constamment forcées  pour un effet comique proche de zéro. ».